# Centro de Instrução de Blindados General Walter Pires
O Centro de Instrução de Blindados General Walter Pires é uma das mais recentes organizações militares do Exército Brasileiro.
Foi criado em 11 de outubro de 1996, por meio da Portaria Ministerial Nr 656, vindo a ser ativado no dia 01 de janeiro de 1997 para ser um dos vetores de modernização (Núcleo de Modernidade) previstos no Sistema de Planejamento do Exército (SIPLEX 6) de maneira a servir de base, de mola propulsora e fator de profissionalização do Núcleo de Blindados.

## Resumo histórico
Suas raízes reportam à Companhia de Carros de Assalto (1921) do Capitão José Pessoa Cavalcanti de Albuquerque, passando pelo Esquadrão de Autometralhadoras (1938) do Capitão Carlos Flores de Paiva Chaves, vindo a embasar-se no Centro de Instrução de Motorização e de Mecanização (CIMM/1939), primeiro centro voltado à instrução de blindados, originado pelo Aviso Nr 400, de 25 de maio de 1938, com publicação no Boletim do Exército Nr 06, de 31 de maio de 1938.
O CIMM foi implantado com a finalidade de preparar oficiais e sargentos com conhecimentos técnicos e táticos, tornando-os aptos a ministrar a instrução de viaturas motorizadas e mecanizadas nas unidades especiais, nos corpos de tropa e nas formações de serviço.
Em 1942, o CIMM foi transformado em Escola de Motomecanização (EsMM) e, com a adesão do Brasil às forças que se antepunham ao Eixo, ampliou suas responsabilidades, direcionando seu ensino para a formação, a curto prazo, dos profissionais aptos à manutenção e ao emprego dos novos meios de combate recebidos dos Estados Unidos da América, dentre os quais os CC Sherman, Lee/Grant, Scout Car, Meia-Lagarta e o M-8.
Nova reformulação ocorreu em 1960, transformando a EsMM em Escola de Material Bélico (EsMB) que absorveu o curso de armamento da Escola de Instrução Especializada (EsIE). O ensino tático de motomecanização foi excluído do currículo, fazendo daquela Escola um estabelecimento de ensino eminentemente técnico em manutenção.
De 1960 a 1996 o ensino tático de blindados foi ministrado pelas escolas de formação e de aperfeiçoamento e pelas unidades de tropa, criando uma lacuna na existência de uma OM voltada exclusivamente para o estudo dos blindados.
Hoje, o Regulamento do Centro de Instrução de Blindados (R 60), que foi outorgado pela Portaria Ministerial 029, de 15 de janeiro de 2002, regula as atividades do CIBld.

## O projeto Leopard
Em meados dos anos de 1990, o Exército Brasileiro iniciou o processo de aquisição de carros de combate para substituir os blindados M-41 C, os quais já se encontravam em estado de obsolescência, apesar da repotencialização recebida.
No processo optou-se por adquirir do Exército Belga os Leopard 1 A1, veículos de fabricação original alemã que receberam sistema de tiro fabricado na Bélgica.
Após cerca de uma década de utilização dos Leopard 1 A1 e dos M60, o Exército Brasileiro se viu diante da necessidade de atualizar sua frota de carros de combate.
Em função da realidade econômica nacional, da demanda existente e das ofertas disponíveis no mercado externo, a Força Terrestre optou pela aquisição do Leopard 1 A5, a ser comprado da Alemanha.
Do contrato celebrado entre o Exército Brasileiro e o Ministério da Defesa alemão constou a aquisição de 220 carros de combate, 04 viaturas blindadas de engenharia de combate (VBC Eng), 04 viaturas blindadas lança-ponte (VBE Lç Pnt), 07 viaturas blindadas de socorro (VBE Soc), 07 viaturas escola (VBE Esc) e meios de simulação (simuladores sintéticos, de procedimentos e de engajamento tático).
Com a aquisição das novas plataformas de combate, coube ao Centro de Instrução e Blindados o papel de preparar, organizar e aplicar os cursos de operação respectivos. No caso do Leopard 1 A5 BR, a demanda pela capacitação foi grande pelas quantidades adquiridas e pelo número de organizações militares que receberam o carro (07 regimentos).
Em 2010, o CIBld sediou um curso de operação do Leopard 1 A5 BR, ministrado pela empresa alemã LOG, para seis militares precursores que vieram a ser os primeiros instrutores. No mesmo ano o CIBld realizou a replicação do conhecimento para os seus demais instrutores, sempre visando atender à iminente demanda do Exército pela capacitação de mais operadores. Também inserido no Projeto Leopard o centro promoveu nos últimos anos um amplo trabalho de preparação e pesquisa doutrinária. Para tal, seu quadro de instrutores intensificou o estudo dos manuais em uso no Brasil e no exterior. O CIBld procurou buscou ampliar o nível de conhecimentos técnicos específicos acerca da capacitação e adestramento de guarnições blindadas por meio de visitas a Exércitos estrangeiros e participação em eventos internacionais de emprego de carros de combate.
Tais experiências guiaram as ações do CIBld, a partir do ano de 2010, com o estabelecimento de uma nova estrutura para o funcionamento dos cursos de
operação das viaturas da família Leopard, construção do polígono de tiro em Rosário do Sul, aquisição de simuladores, construção de novos pavilhões, reestruturação
das instalações e estudos para reformulação da capacitação de recursos humanos para emprego de blindados.

## A simulação

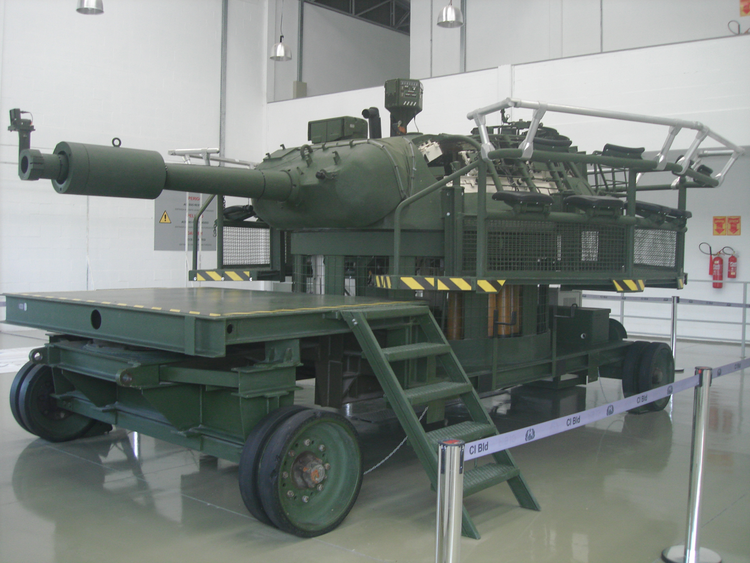
Simulador de Procedimentos de Torre

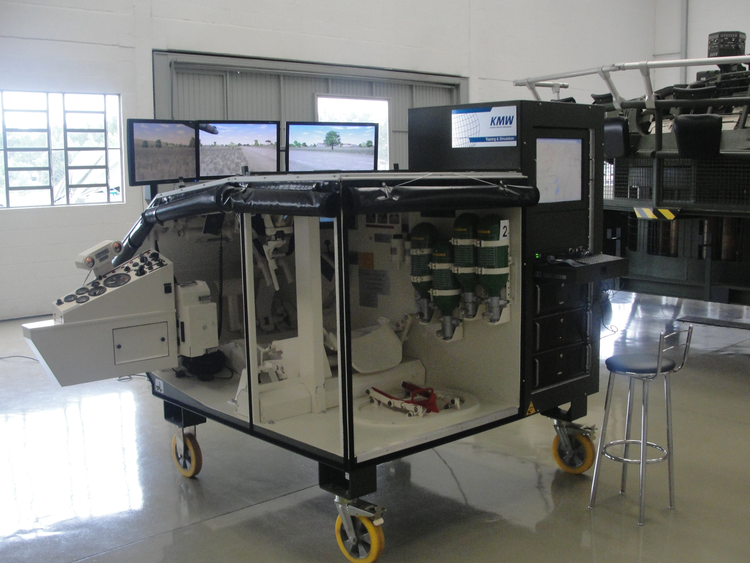
Simulador de Procedimentos de Motorista

O Centro de Instrução de Blindados possui uma Seção de Simuladores que tem os seguintes tipos de simuladores: Simuladores de Procedimentos, Simuladores
para Aprendizagem e Treinadores Sintéticos.
Simuladores de Procedimento são equipamentos que reproduzem materiais de emprego militar reais (ou as partes mais importantes destes materiais) visando treinar militares individualmente ou a tripulação (guarnição), para a utilização normal ou degradada do equipamento real. Os Simuladores de Procedimentos visam, principalmente, possibilitar a interação do homem com a máquina e com o restante da tripulação.
Simuladores para Aprendizagem são Programas de Simulação Virtual que introduzidos em computadores, possibilitam o desenvolvimento da área cognitiva dos instruendos, sem a necessidade de periféricos ("hardware") especiais. O objetivo principal deste equipamento, como o próprio nome diz, é fazer com que os militares aprendam atitudes que devem ser realizadas no campo de batalha e as reações que deverão ser tomadas em contato com o inimigo. É importante ressaltar que estes simuladores possibilitam o aprendizado, mas não o treinamento. Sendo assim, o militar poderá entender como o equipamento funciona e como deve ser o seu procedimento no campo de batalha, mas não conseguirá empregar o equipamento real, pois irá manusear controles de computador, diferentes da realidade.
Treinadores Sintéticos são Simuladores Virtuais que integram os periféricos de computadores ("hardware") similares às partes mais importantes do equipamento real, a um cenário virtual.

## Cooperação de instrução
São realizadas pelo Centro diversas atividades de cooperação de instrução com organizações militares da Força Terreste e da Marinha do Brasil. Dentre essas organizações militares pode-se citar a Escola de Aperfeiçoamento de Oficiais(EsAO), a Escola de Aperfeiçoamento de Sargentos das Armas(EASA), a Academia Militar das Agulhas Negras(AMAN), Centros de Preparação de Oficiais da Reserva (CPOR), Núcleos de Preparação de Oficiais da Reserva (NPOR), Regimentos de Cavalaria Blindados (RCB) entre outras.
No mês de julho de 2011 foi realizado pelo Batalhão de Blindados do Corpo de Fuzileiros Navais um adestramento no Centro de Instrução de Blindados, com a finalidade de compartilhar experiências operativas com blindados. Os integrantes do Corpo de Fuzileiros Navais conheceram as novas instalações do CIBld e tecnologias de simulação empregadas no Exército Brasileiro e tomaram conhecimento de como foram incorporados os carros de combate Leopard 1 A5 nas organizações militares do Exército. Foi ainda, discutido sobre o apoio logístico prestado pelos fuzileiros à Secretaria de Segurança Pública do Estado do Rio de Janeiro, no Complexo do Alemão e foram apresentados os novos equipamentos de engenharia em uso.